# فرار از زندان (فصل ۱)
فصل اول مجموعهٔ تلویزیونی فرار از زندان، در ۲۹ اوت ۲۰۰۵ در ایالات متحده و کانادا در روزهای دوشنبه ساعت ۲۱:۰۰ بر روی آنتن رفت. این فصل شامل ۲۲ قسمت است و در ۱۵ مه ۲۰۰۶ به پایان رسید. علاوه بر ۲۲ قسمت، یک قسمت ویژه به نام «پشت دیوارها» در ۱۱ اکتبر ۲۰۰۵ پخش شد.

## داستان
مایکل اسکافیلد برای نجات برادرش لینکلن باروز از زندان، که قربانی توطئه شرکت‌های مافیایی شده‌است، اقدام به سرقت از بانک می‌کند تا به جرم سرقت به زندان بیفتد. وی با درخواست وکیلش خود را به زندان فاکس ریور انتقال می‌دهند که همان زندانی است که باروز در آن زندانی است.
مایکل اسکافیلد که از قبل نقشه تأسیسات زندان را تهیه کرده بوده و به شکلی خاص روی بدنش خالکوبی کرده بود، سرانجام موفق می‌شود با ترفندهای جالب و هوش فوق‌العاده‌اش برادر خود را از زندان فراری دهد، اما برای این کار مجبور می‌شود تعدادی دیگر از زندانی‌ها را نیز در نقشه فرار شریک کند.

## قسمت‌ها
| شم. کلی | شم. در فصل | عنوان                        | کارگردان             | نویسنده                                            | تاریخ انتشار اصلی | کد تولید | آمریکا تعداد بیننده (میلیون) |
| ------- | ---------- | ---------------------------- | -------------------- | -------------------------------------------------- | ----------------- | -------- | ---------------------------- |
| ۱       | ۱          | «سربرنامه»                   | برت رتنر             | پل شیورینگ                                         | ۲۹ اوت ۲۰۰۵       | 1AKJ79   | ۱۰٫۵۱                        |
| ۲       | ۲          | «آلن»                        | مایکل واتکینس        | پل شیورینگ                                         | ۲۹ اوت ۲۰۰۵       | 1AKJ01   | ۱۰٫۵۱                        |
| ۳       | ۳          | «آزمایش سلول»                | برد ترنر             | مایکل پاون                                         | ۵ سپتامبر ۲۰۰۵    | 1AKJ02   | ۸٫۴۹                         |
| ۴       | ۴          | «زهر فریبنده»                | مت ارل بیسلی         | مت اولمستد                                         | ۱۲ سپتامبر ۲۰۰۵   | 1AKJ03   | ۹٫۱۵                         |
| ۵       | ۵          | «انگلیش، فیتز یا پرسی»       | رندال زیسک           | زاک استرین                                         | ۱۹ سپتامبر ۲۰۰۵   | 1AKJ04   | ۷٫۹۶                         |
| ۶       | ۶          | «شورش، دریل و شیطان (بخش ۱)» | رابرت مندل           | نیک سانتورا                                        | ۲۶ سپتامبر ۲۰۰۵   | 1AKJ05   | ۸٫۵۵                         |
| ۷       | ۷          | «شورش، دریل و شیطان (بخش ۲)» | ورن گیلوم            | کارین یوشر                                         | ۳ اکتبر ۲۰۰۵      | 1AKJ06   | ۹٫۴۸                         |
| ۸       | ۸          | «رئیس قدیمی»                 | جیس الکساندر         | مونیکا ماکر                                        | ۲۴ اکتبر ۲۰۰۵     | 1AKJ07   | ۱۰٫۱۲                        |
| ۹       | ۹          | «توئینر»                     | مت ارل بیسلی         | پل شیورینگ                                         | ۳۱ اکتبر ۲۰۰۵     | 1AKJ08   | ۹٫۰۱                         |
| ۱۰      | ۱۰         | «تردستی»                     | دوایت اچ لیتل        | نیک سانتورا                                        | ۷ نوامبر ۲۰۰۵     | 1AKJ09   | ۸٫۰۶                         |
| ۱۱      | ۱۱         | «و بعد ۷ نفر بودند»          | ژسوس سالوادور تروینو | زاک استرین                                         | ۱۴ نوامبر ۲۰۰۵    | 1AKJ10   | ۹٫۵۸                         |
| ۱۲      | ۱۲         | «مرد حذف شده»                | بابی راث             | کارین یوشر                                         | ۲۱ نوامبر ۲۰۰۵    | 1AKJ11   | ۱۰٫۰۸                        |
| ۱۳      | ۱۳         | «انتهای تونل»                | سانفورد بوکستیور     | پل شیورینگ                                         | ۲۸ نوامبر ۲۰۰۵    | 1AKJ12   | ۱۲٫۱۸                        |
| ۱۴      | ۱۴         | «موش»                        | کوین هوکس            | مت اولمستد                                         | ۲۰ مارس ۲۰۰۶      | 1AKJ13   | ۹٫۲۸                         |
| ۱۵      | ۱۵         | «توسط پوست و دندان»          | Fred Gerber          | نیک سانتورا                                        | ۲۷ مارس ۲۰۰۶      | 1AKJ14   | ۱۰٫۰۷                        |
| ۱۶      | ۱۶         | «نگهبان برادر»               | گرگ یایتانز          | زاک استرین                                         | ۳ آوریل ۲۰۰۶      | 1AKJ15   | ۸٫۱۰                         |
| ۱۷      | ۱۷         | «جی-کت»                      | گای فرلند            | کارین یوشر                                         | ۱۰ آوریل ۲۰۰۶     | 1AKJ16   | ۸٫۱۲                         |
| ۱۸      | ۱۸         | «بلوف»                       | جیس الکساندر         | نیک سانتورا و کارین یوشر                           | ۱۷ آوریل ۲۰۰۶     | 1AKJ17   | ۸٫۱۸                         |
| ۱۹      | ۱۹         | «کلید»                       | سرخیو میسیکا-گزان    | داستان = پل شیورینگ توسط = زاک استرین و مت اولمستد | ۲۴ آوریل ۲۰۰۶     | 1AKJ18   | ۸٫۶۳                         |
| ۲۰      | ۲۰         | «امشب»                       | بابی راث             | زاک استرین                                         | ۱ مه ۲۰۰۶         | 1AKJ19   | ۸٫۵۴                         |
| ۲۱      | ۲۱         | «برو»                        | دین وایت             | مت اولمستد                                         | ۸ مه ۲۰۰۶         | 1AKJ20   | ۹٫۱۳                         |
| ۲۲      | ۲۲         | «پرواز»                      | کوین هوکس            | پل شیورینگ                                         | ۱۵ مه ۲۰۰۶        | 1AKJ21   | ۱۰٫۲۴                        |

## شخصیت‌ها

### شخصیت‌های اصلی
- ونتورث میلر در نقش مایکل اسکافیلد: شخصیت اصلی فیلم است و از هوش خاصی جهت رسیدن به عدالت برخوردار است.
- دومینیک پرسل در نقش لینکلن باروز: از شخصیتی خوب برخوردار است و در این فصل برای کاری که نکرده قرار است مجازات شود.
- سارا وین کالیز در نقش سارا تانکردی: دکتر زندان است و در این جریانات عاشق مایکل می‌شود.
- آمائوری نولاسکو در نقش فرناندو سوکره: هم سلولی و دوست مایکل که به دلیل سرقت از یک فروشگاه به زندان افتاده است.
- پیتر استورماره در نقش جان ابروزی : رئیس یک باند مافیایی که با شهادت فیبوناچی به حبس ابد محکوم شد و مایکل از امکانات او برای فرار استفاده کرد.
- رابین تونی در نقش ورونیکا داناوان: وکیل لینکلن . و نامزد قبلی وی
- مارشال آلمن در نقش ال . جی باروز : پسر لینکلن باروز
- پل ادلستین در نقش پل کلرمن: از ماموران سازمان که زیر نظر رئیس‌جمهور رینولدز کار می‌کند.
- وید ویلیامز در نقش برد بلیک: رئیس نگهبانان فاکس ریور که از همان ابتدا به مایکل شک کرد و در نهایت قضیه را فهمید ولی نتوانست موضوع را به پاپ بگوید و در آخر از کارش اخراج شد.
- رابرت نپر در نقش تئودور بَگوِل: یک قاتل دو جنس گرا و بی‌رحم که به جرم وحشیانه چند نوجوان به فاکس ریور افتاد و در طول شورش زندانیان به طور اتفاقی قضیه فرار را فهمید و با آنها همراه شد.
- راکموند دانبار در نقش بنجامین مایلس فرانکلین: یکی از زندانیان فاکس ریور که قبلاً در عراق خدمت می‌کرد و به جرم حمل مواد مخدر به زندان فاکس ریور افتاد، و در نهایت به همراه اسکافیلد از زندان فرار کرد.